# Rytisaari (ö i Lappland, Östra Lappland)
Rytisaari är en ö i Finland. Den ligger i sjön Kalkiaisjärvi och i kommunen Kemijärvi i den ekonomiska regionen  Östra Lapplands ekonomiska region  och landskapet Lappland, i den norra delen av landet, 800 km norr om huvudstaden Helsingfors. Öns area är 0,3 hektar och dess största längd är 90 meter i sydväst-nordöstlig riktning.